# Seventeen Again
Pour plus de détails, voir Fiche technique et Distribution.
Seventeen Again est un téléfilm américain sorti en 2000.

## Synopsis
Cat et Gene Donovan, deux sexagénaires divorcés depuis de nombreuses années, se retrouvent régulièrement pour rendre visite à leur fils et à leurs petits-enfants, Sydney et Willie. Ce dernier a mis au point une molécule capable de redonner la jeunesse à qui entre en contact avec elle. Ce qui est le cas de Cat et Gene. Ils retrouvent instantanément leurs 17 ans. Willie tente alors d'inverser le processus...

## Fiche technique
- Titre : Seventeen Again
- Réalisation : Jeffrey W. Byrd
- Scénario : Stewart St. John
- Musique : Christopher Franke et Shawn Stockman
- Photographie : John P. Tarver
- Montage : Jeffrey Cooper
- Production : Brandon Bates, Darlene Mowry et Stewart St. John
- Société de production : Showtime Networks et Tri-Ess Productions
- Pays :  États-Unis
- Genre : Comédie et science-fiction
- Durée : 97 minutes
- Dates de sortie : 
  -  États-Unis : 12 novembre 2000

## Distribution
- Tia Mowry : Sydney Donovan
- Tamera Mowry : Cat Donovan jeune
- Tahj Mowry : Willie Donovan
- Hope Clarke : grand-mère Cat
- Robert Hooks : grand-père Gene
- Mark Taylor : Gene jeune
- Merwin Mondesir : Todd
- Phillip Jarrett : Barry
- Tonya Williams : Monique
- Bill Lake : l'officier Ratto
- Nadia-Leigh Nascimento : Elaine
- Toya Alexis : Trinka